# مو دوشیزه
مو دوشیزه یک ستاره است که در صورت فلکی دوشیزه قرار دارد.